# Bonawentura Madaliński
Bonawentura Dobrogost Madaliński z Niedzielska herbu Laryssa (ur. 1620, zm. 11 listopada 1691) – duchowny katolicki, prezydent Trybunału Głównego Koronnego w 1673, archidiakon śremski (1658–1666), biskup płocki (1671–1681) i kujawski (1680–1691).
Pełnił kolejno funkcje: kanonika poznańskiego, archidiakona śremskiego, kanonika gnieźnieńskiego i administratora opactwa w Trzemesznie, kanonika włocławskiego i warszawskiego. Ponadto sekretarz Karola Ferdynanda Wazy i króla Jana Kazimierza.
Deputat kapituły katedralnej poznańskiej na Trybunał Główny Koronny w latach 1658 i 1659.
W latach 1671–1672 koadiutor płocki i tytularny biskup Methone. Ordynariusz płocki w latach 1674–1681, następnie ordynariusz kujawski. Podpisał pacta conventa Jana III Sobieskiego w 1674 roku.
W 1687 roku ufundował drugi kościół parafialny w Rozłazinie.
Pochowany w katedrze Wniebowzięcia NMP we Włocławku.